# Labus basilewskyi
Labus basilewskyi är en stekelart som beskrevs av Giordani Soika. Labus basilewskyi ingår i släktet Labus och familjen Eumenidae. Inga underarter finns listade i Catalogue of Life.